# Афанасьев, Юрий Павлович
Юрий Павлович Афанасьев (6 мая 1938) — советский хоккеист с мячом, заслуженный мастер спорта СССР, двукратный чемпион мира.

## Карьера
Начал играть в хоккей с мячом в московском «Буревестнике». Более десяти лет играл в одной из самых титулованных команд — «Динамо» Москва. Мастер спорта СССР по хоккею с мячом (1957).
Окончание карьеры пришлось на клубы «Зоркий» Красногорск и «Североникель» Мончегорск.
Привлекался в сборную, в составе которой стал дважды чемпионом мира.
Играл в первенстве СССР по футболу за «Металлург» Череповец (1960) и «Динамо» Вологда (1966).

## Достижения

### В клубе
Чемпион СССР (5): 1961, 1963, 1964, 1965, 1967 

 Серебряный призёр (3): 1959, 1966, 1968

 Бронзовый призёр (2): 1958, 1960 

Включался в список лучших игроков сезона (7): 1958, 1959, 1960, 1961, 1962, 1963, 1964

### В сборной
Чемпион (2): 1965, 1967